# Herbaciarnia „Pod Księżycem”
Herbaciarnia „Pod Księżycem” (ang. The Teahouse of the August Moon) – amerykański film w reżyserii Daniela Manna na podstawie sztuki teatralnej Johna Patricka i książki Verna Sneidera. Zdjęcia kręcono w japońskiej prefekturze Nara oraz w Los Angeles.

## Fabuła
Akcja toczy się na wyspie Okinawa (Japonia) tuż po zakończeniu II wojny światowej. Amerykański kapitan Fisby wraz z tłumaczem Sakinim zakładają kwaterę w jednej z wiosek na wyspie, gdzie planują wprowadzenia zasad amerykańskiego prawa i demokracji. Mieszkańcy wioski, błędnie zrozumiawszy ich intencję, rezygnują z budowy szkoły i zakładają herbaciarnię i browar. Dowódca kapitana, pułkownik Purdy, dowiadując się o skutkach poczynań podwładnego wysyła do wioski psychologa.

## Obsada
- Marlon Brando – Sakini
- Glenn Ford – kapitan Fisby
- Machiko Kyō – Kwiat Lotosu
- Paul Ford – pułkownik Wainwright Purdy III
- Eddie Albert – kapitan McLean
- Jun Negami – pan Seiko
- Nijiko Kiyokawa – pani Higa Jiga

i inni

## Wersja polska
Reżyseria: Romuald Drobaczyński
Redaktorzy: Janina Balkiewicz i Krystyna Bilska
Operator dźwięku: Anatol Łapuchowski
Montaż dźwięku: H. Gniewkowska 
Udział wzięli:
- Andrzej Gawroński – Sakini[2]
- Wiesław Machowski – kapitan Fisby
- Barbara Dzido – Kwiat Lotosu
- Kazimierz Wichniarz – pułkownik Wainwright Purdy III
- Igor Śmiałowski – kapitan McLean

i inni

## Premiera
Herbaciarnia „Pod Księżycem” miała premierę w Nowym Jorku 29 listopada 1964 roku. Polska premiera odbyła się w sierpniu 1964 roku w podwójnym pokazie z W przestworzach (ang. When Magoo Flew) z serii kreskówek o panie Magoo.

## Nagrody i nominacje
14. ceremonia wręczenia Złotych Globów
- Najlepsza komedia lub musical (nominacja)
- Najlepszy aktor w komedii lub musicalu – Marlon Brando (nominacja)
- Najlepszy aktor w komedii lub musicalu – Glenn Ford (nominacja)
- Najlepsza aktorka w komedii lub musicalu – Machiko Kyō (nominacja)
- Najlepszy aktor drugoplanowy – Eddie Albert (nominacja)
- Najlepszy film promujący międzynarodowe zrozumienie (nominacja)